# Kamienica przy ul. Artura Grottgera 5 w Kłodzku
Kamienica przy ul. Grottgera 5 w Kłodzku – pochodząca z końca XVII wieku barokowa kamienica, położona w obrębie starówki.

## Historia
Dom powstał z końcem XVII wieku na murach dwóch domów mieszkalnych. Uległ bardzo poważnej przebudowie z początkiem XX wieku. Ostatnio remontowano go już po 1950 roku.
Decyzją wojewódzkiego konserwatora zabytków z dnia 1 grudnia 1988 roku kamienica została wpisana do rejestru zabytków

## Architektura
Budynek, w zasadzie o dwóch kondygnacjach, posiada jeszcze niemal pełną trzecią kondygnację w złączonych szczytach. Sześć osi elewacji, niezbyt regularnie rozmieszczonych, powtarza się w parterze i na piętrze. Szeroką sień przejazdową, z surowym boniowanym portalem, zamieniono na sklep. Skromne, ale ładne obramienia okien w parterze i na piętrze zakańczają proste, delikatne gzymsy. Okna parteru, sąsiadujące ze wspomnianym portalem, zamieniono na drzwi, dorabiając węgarom spody. Charakterystyczne są szczyty bliźniacze, o bujnej, ale nie przesadnie rozwichrzonej sylwecie. Warto zwrócić uwagę na zakończenie szczytów wklęsło zbiegającymi się krawędziami o silnych gzymsach. Tego rodzaju zwieńczenie szczytów znaleźć można w Kłodzku jeszcze na kilku obiektach. Dom zwany jest „Pod Wilkiem”, od płaskorzeźby przedstawiającej wilka, umieszczonej pomiędzy oknami pierwszego piętra. Dzieło to jest stosunkowo nowe. Jego autorem jest kłodzki rzeźbiarz Franc Wagner (1887-1942)

## Galeria

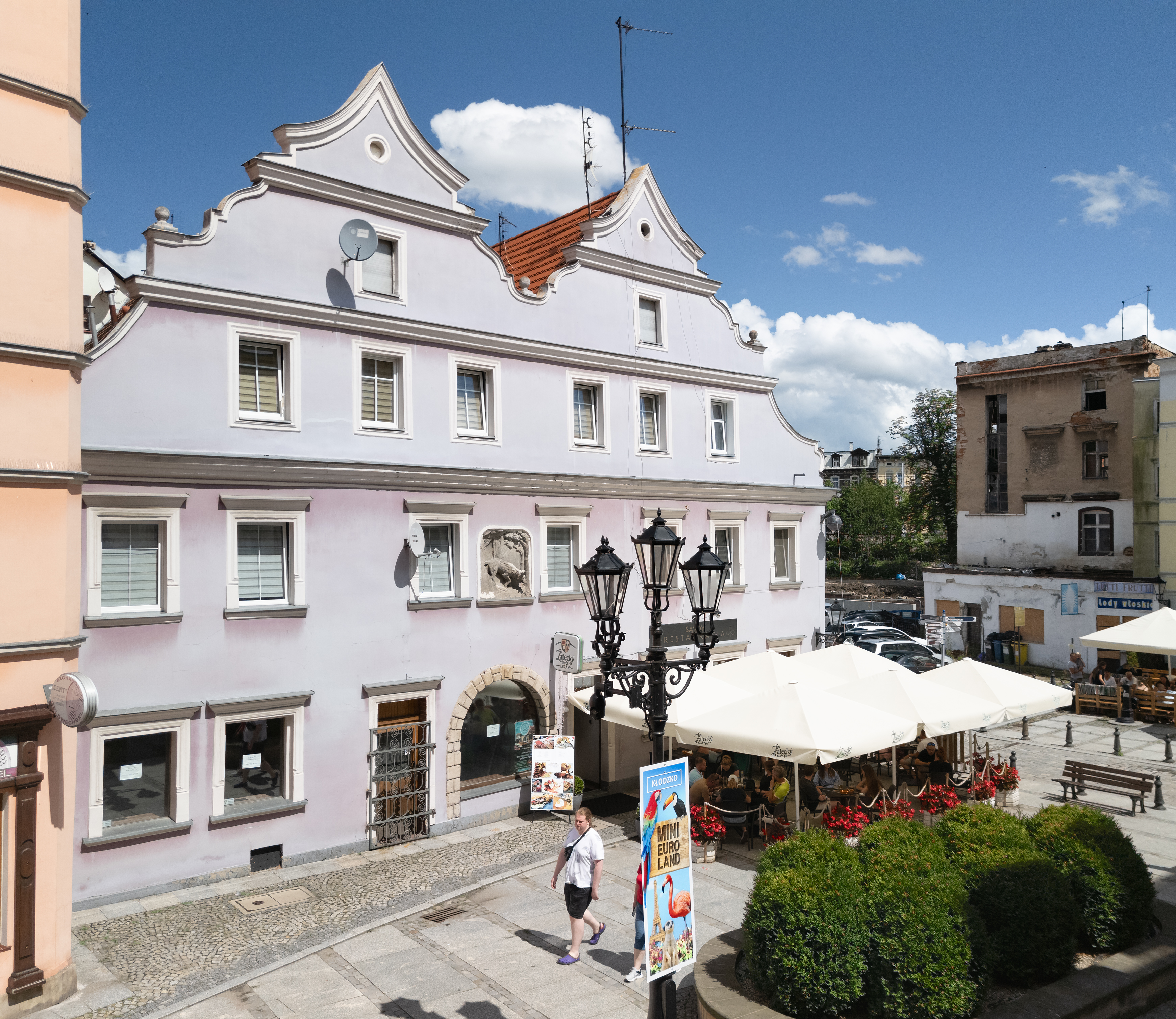
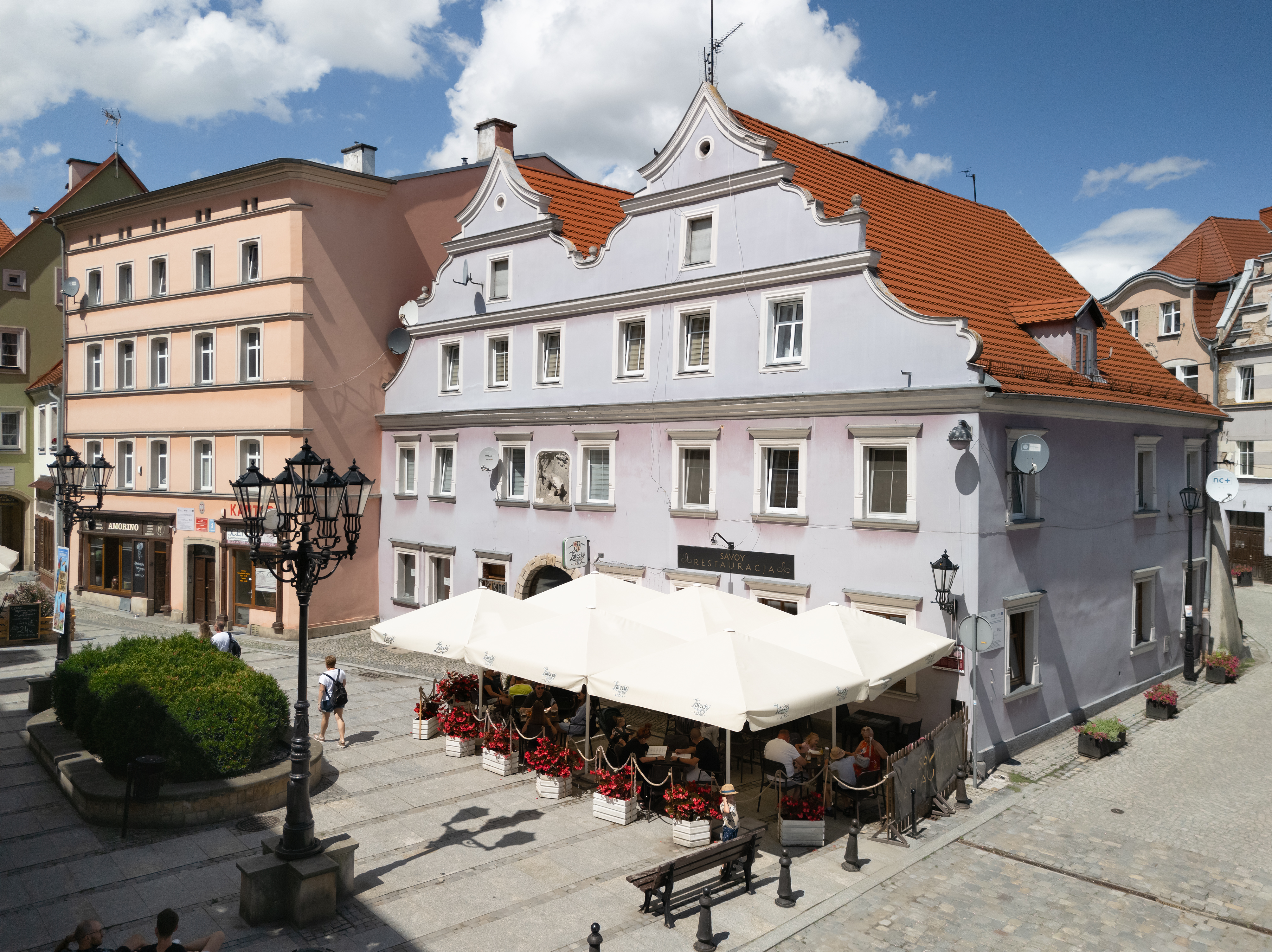
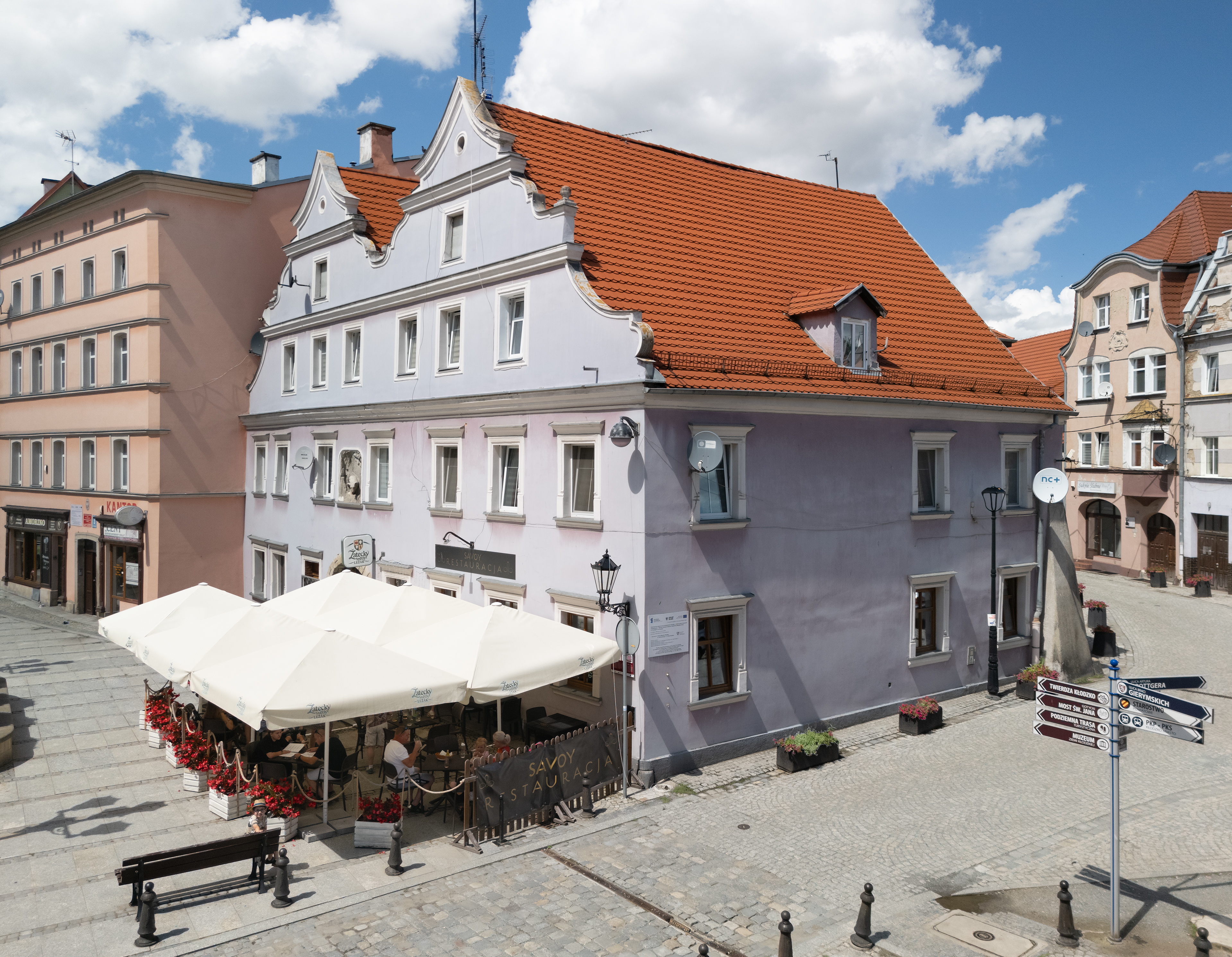
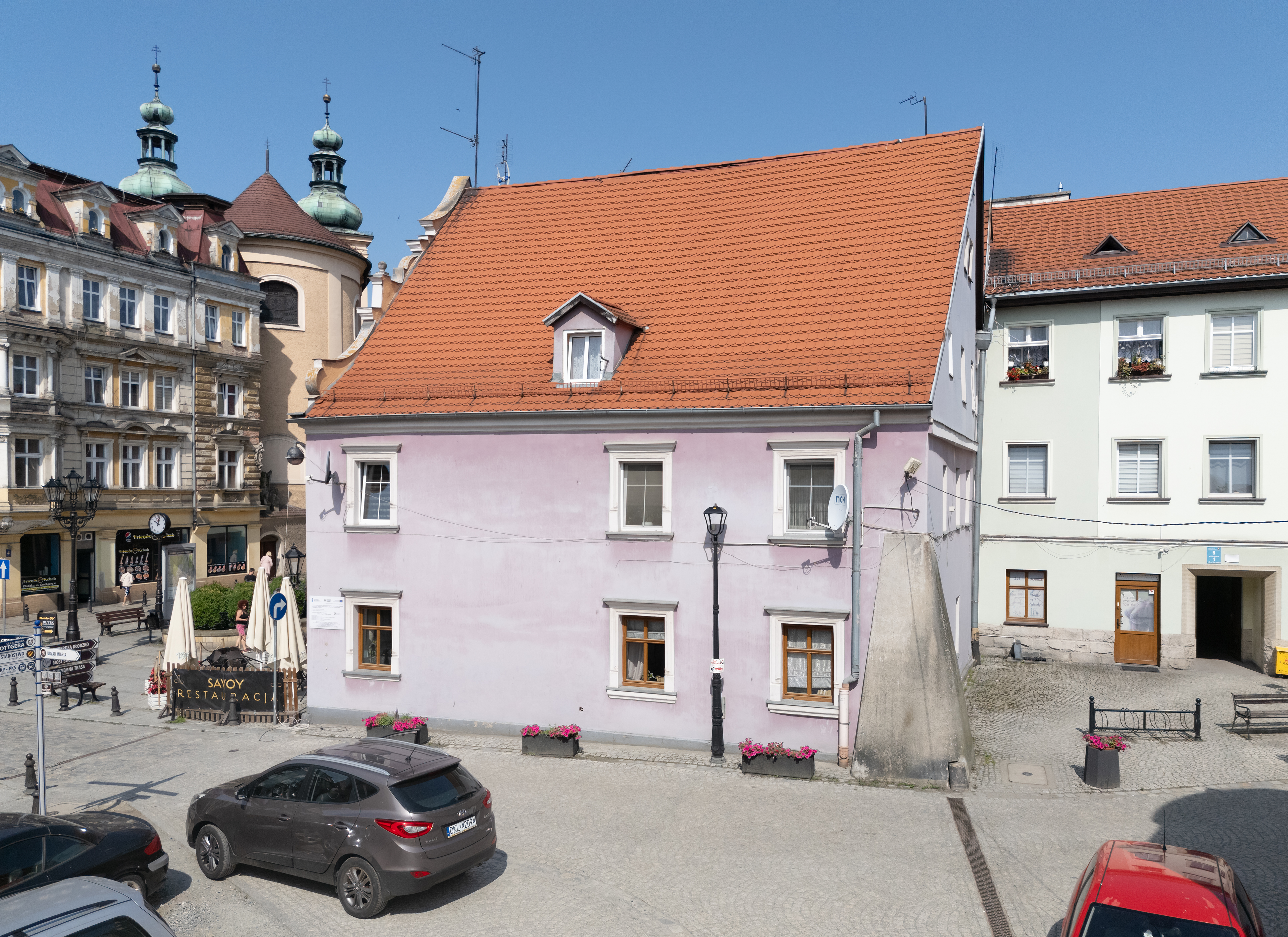
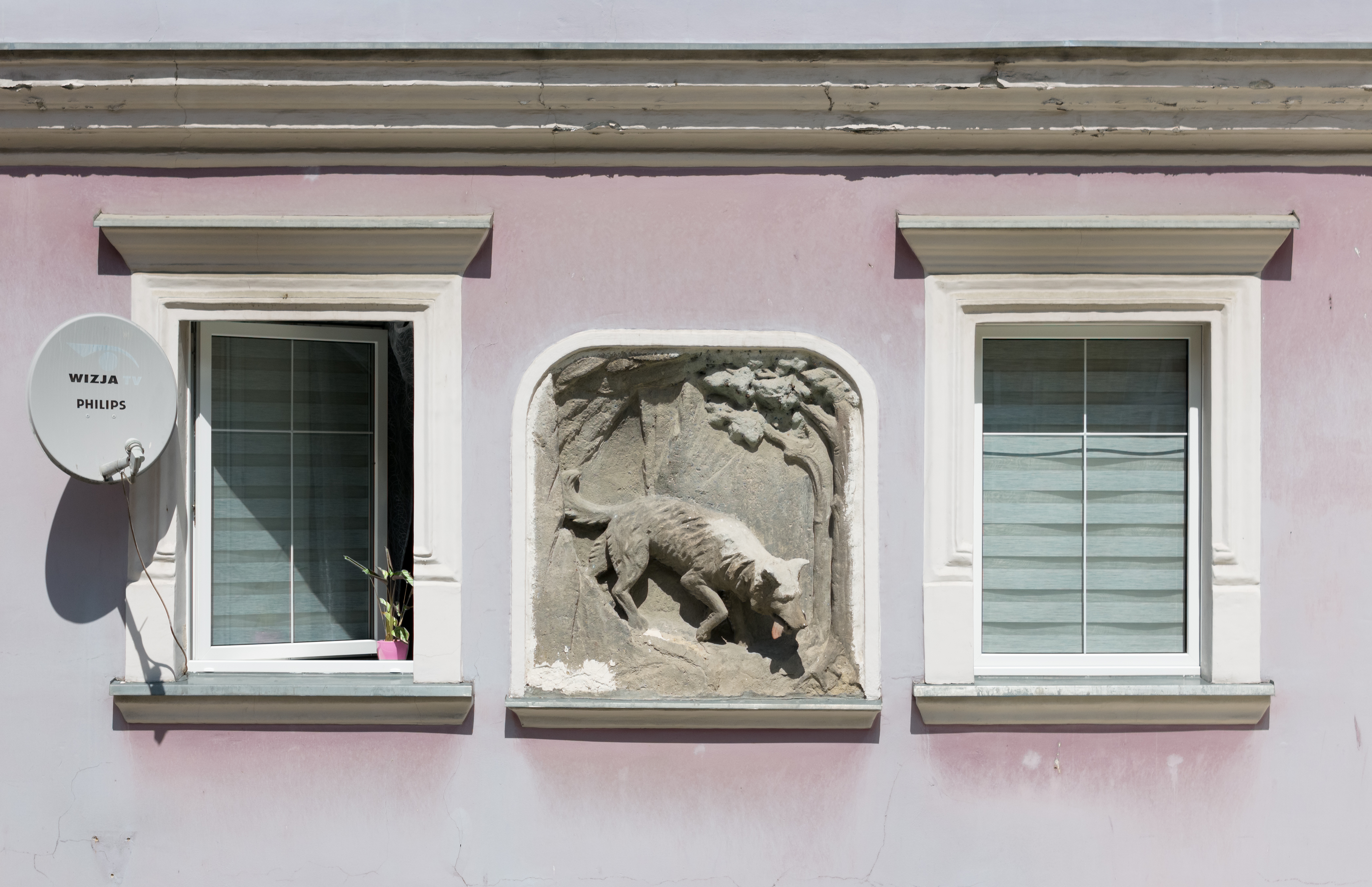
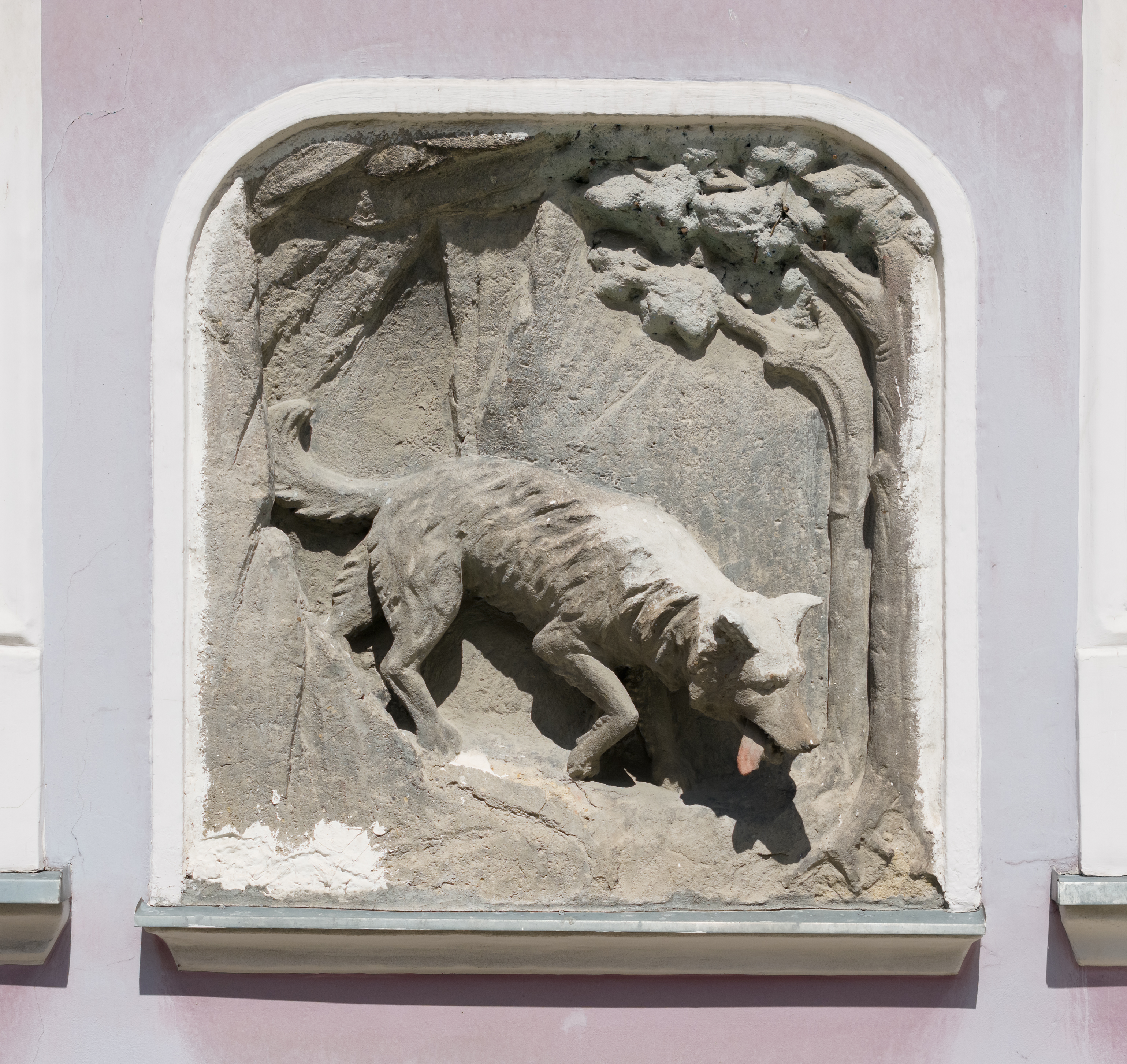